# Cantonul Cernay
Cantonul Cernay este un canton din arondismentul Thann-Guebwiller, departamentul Haut-Rhin, regiunea Alsacia, Franța.

## Comune
- Aspach-le-Bas
- Bernwiller
- Burnhaupt-le-Bas
- Burnhaupt-le-Haut
- Cernay (reședință)
- Schweighouse-Thann
- Staffelfelden
- Steinbach
- Uffholtz
- Wattwiller
- Wittelsheim

Tot 1 januari 2015 maakt ook Bernwiller deel uit van dit kanton maar het werd op die dag overgeheveld naar het aangrenzende kanton Masevaux.